# 이카루가정
이카루가정(일본어: 斑鳩町)은 일본 나라현 동남부 이코마군의 정이다.
아스카 시대에 쇼토쿠 태자에 의해 호류지가 건립된 것으로 잘 알려진 유구한 역사를 가진 정이다. 호류지 바로 서쪽으로 펼쳐진 니시사토 취락은 근세 초기 일본에서 가장 조직적인 힘을 발휘한 대도편수(大工棟梁) 나카이 마사키요가 자란 취락이기도 하다. 이외에도 많은 옛 거리가 존재하지만 고도 경제성장 이후 오사카의 주택 지역으로 도시화가 진행되어 조용한 거리도 이미 예전의 일이 되고 있다.

## 지리
남쪽으로 야마토강이 흐르고 북쪽에는 호류지의 뒷산에 해당하는 마쓰오산을 중심으로 야다 구릉을 바라본다. 서부에는 아리와라노 나리히라의 와가로 알려진 단풍 명소 다쓰타강이 있고 동부에는 도미오강이 흐른다.

## 역사
고대 야마토국 헤구리군의 땅이다. 다쓰타강이 야마토강과 합류하는 지점의 북서쪽에 연희식에 기록되어 있는 가미오카 신사가 자리잡고 있다. 최근에 후지노키 고분의 발굴로도 유명하게 되었다.

## 교통

### 철도
- 서일본 여객철도 간사이 본선(야마토지선)
  - (← 오지정 오지역) - 호류지역 - (야마토코리야마시 야마토코이즈미역 →)

### 도로
- 국도 25호선
- 국도 168호선